# Marçal Noradell
Marçal Noradell és un personatge de ficció de la novel·la L'hereu Noradell de Carles Bosch de la Trinxeria, la qual fou publicada l'any 1889.

## El personatge dins del context de l'obra
Marçal Noradell és un propietari rural empordanès i diputat provincial i a Corts del segle xix. Fill de Jaume i Caterina; contragué matrimoni amb Teresa Noguer, de Sant Feliu de Guíxols, dels tres infantaments de la qual només va sobreviure Mercè, que va néixer quan ell tenia 27 anys i passà tres anys interna al col·legi de les monges del Sagrat Cor de Sarrià. Tenia el casal i l'heretat familiar a Masarac, finques a Rabós o Espolla i una residència d'hivern a Figueres; al començament de la dècada de 1880, passà llargues temporades a Madrid, primer, a la Fonda de Embajadores de la Carrera de San Jerónimo i, després, en un hotel del carrer d'Alcalà. Va estudiar a l'Institut de Girona i a l'Escola d'Agricultura de Montpeller, d'on tornà amb coneixements que li permeteren de millorar molt les explotacions agràries i enriquir-se de forma important, però la fil·loxera i la instal·lació madrilenya li perjudicaren greument el patrimoni. De fet, les despeses importants començaren ja en la campanya electoral contra el candidat del govern a diputat a Corts, Sánchez Martínez i González, en la presentació del qual es digué:
| « | "Encara que sia castellá es catalá de cor, amant de nostra terra com si hi hagués nascut; enterat y disposat á atendrer vostras necessitats." | » |

El principal dels seus creditors fou Pau Maresch, a qui, per mitjà de Francesc Saqué, un servidor fidel, li proposà que es fes càrrec de tots els deutes, proposta que fou acceptada amb l'afegitó de condicions molt dures. El notari Josep Aymar, de Castelló d'Empúries, donà forma jurídica als acords, segons els quals es fixava un deute de 43.000 duros a un sis per cent anual pagat a l'avançada i es passava a segona la hipoteca de llegítima de Teresa sobre la casa de Figueres. Tot i que la família acceptà de fer molts estalvis, la situació del camp no permetia una ràpida recuperació, de manera que els Noradell quedaren en mans de Pau Maresch, que semblava ben disposat a fer valdre els seus deutes fins al final, però que, després de molta insistència, feu cas a la petició del seu fill Lluís: aquest estava enamorat de Mercè i feu veure al pare que, en casar-se amb una filla única i pubilla, els dos patrimonis familiars es fondrien en un de sol. Només d'aquesta manera s'evità la subhasta que hauria suposat la seua ruïna total i pública.